# Federação Paraense de Futebol
A Federação Paraense de Futebol é a entidade que controla o esporte no Estado do Pará e representa os clubes Paraenses na CBF.

## História
A Federação Paraense de Futebol foi fundada no dia 1º de dezembro de 1969 e instalada oficialmente no dia 1º de julho de 1970, quando a euforia tomava conta dos brasileiros que comemoravam a conquista da Copa do Mundo, no México. O Pará, naquela época, era um dos poucos estados brasileiros que não possuíam uma entidade especializada que cuidasse única e exclusivamente do futebol de campo.
A nova Entidade sucedeu a antiga Federação Paraense Desportiva (FPD), fundada em 9 de maio de 1941, esta por sua vez sucedeu a antiga Liga Paraense de Desportos Terrestre, fundada em 1917, que também foi sucessora da Liga Paraense de Futebol, fundada em 19 de agosto de 1908.

## Campeonato Paraense
O Pará foi o quarto estado do Brasil a organizar um campeonato de futebol em 1908, o Campeonato Paraense de Futebol.

## Ranking da CBF

### Ranking dos clubes
Posição dos clubes Paraenses no Ranking da CBF. (Ranking atualizado em Dezembro de 2024) 
| Posição | Clube               | Pontos | Brasileiro 2023 |
| ------- | ------------------- | ------ | --------------- |
| 41º     | Paysandu Sport Club | 3 511  | Série B         |
| 44º     | Remo                | 3.054  | Série B         |
| 70º     | Águia de Marabá     | 1 359  | Série C         |

### Ranking das federações
Ranking atualizado em Dezembro de 2024
| Pos. | Pontos |
| ---- | ------ |
| 13º  | 9.651  |

## Competições
A FPF é a organizadora e responsável pelas seguintes competições:
- Campeonato Paraense de Futebol
  - Campeonato Paraense - Série A
  - Campeonato Paraense - Série B1
  - Campeonato Paraense - Série B2
    - Divisões de Base

  - Campeonato Paraense de Futebol Sub-20
  - Campeonato Paraense de Futebol Sub-17

- Feminino
  - Campeonato Paraense de Futebol Feminino
  - Campeonato Paraense de Futebol Feminino Sub-20